# Maciejów (Nowy Gaj)
Maciejów – część wsi Nowy Gaj w Polsce, położona w województwie łódzkim, w powiecie łęczyckim, w gminie Góra Świętej Małgorzaty.
W latach 1975–1998 Maciejów administracyjnie należał do województwa płockiego.